# Gabriele Detti
Gabriele Detti, född 29 augusti 1994, är en italiensk simmare.

## Karriär
Vid de olympiska simtävlingarna i Rio de Janeiro 2016 vann han två bronsmedaljer. Detti blev världsmästare på 800 meter frisim under VM 2017 på långbana.
Vid Europamästerskapen i simsport 2021 tog Detti brons på 800 meter frisim. Vid olympiska sommarspelen 2020 i Tokyo tävlade Detti i två grenar. Han tog sig till final och slutade sexa på 400 meter frisim samt blev utslagen i försöksheatet och slutade på 12:e plats på 800 meter frisim.
I augusti 2022 vid EM i Rom var Detti en del av Italiens kapplag tillsammans med Marco De Tullio, Lorenzo Galossi och Stefano Di Cola som tog silver på 4×200 meter frisim.